# Deltamarin

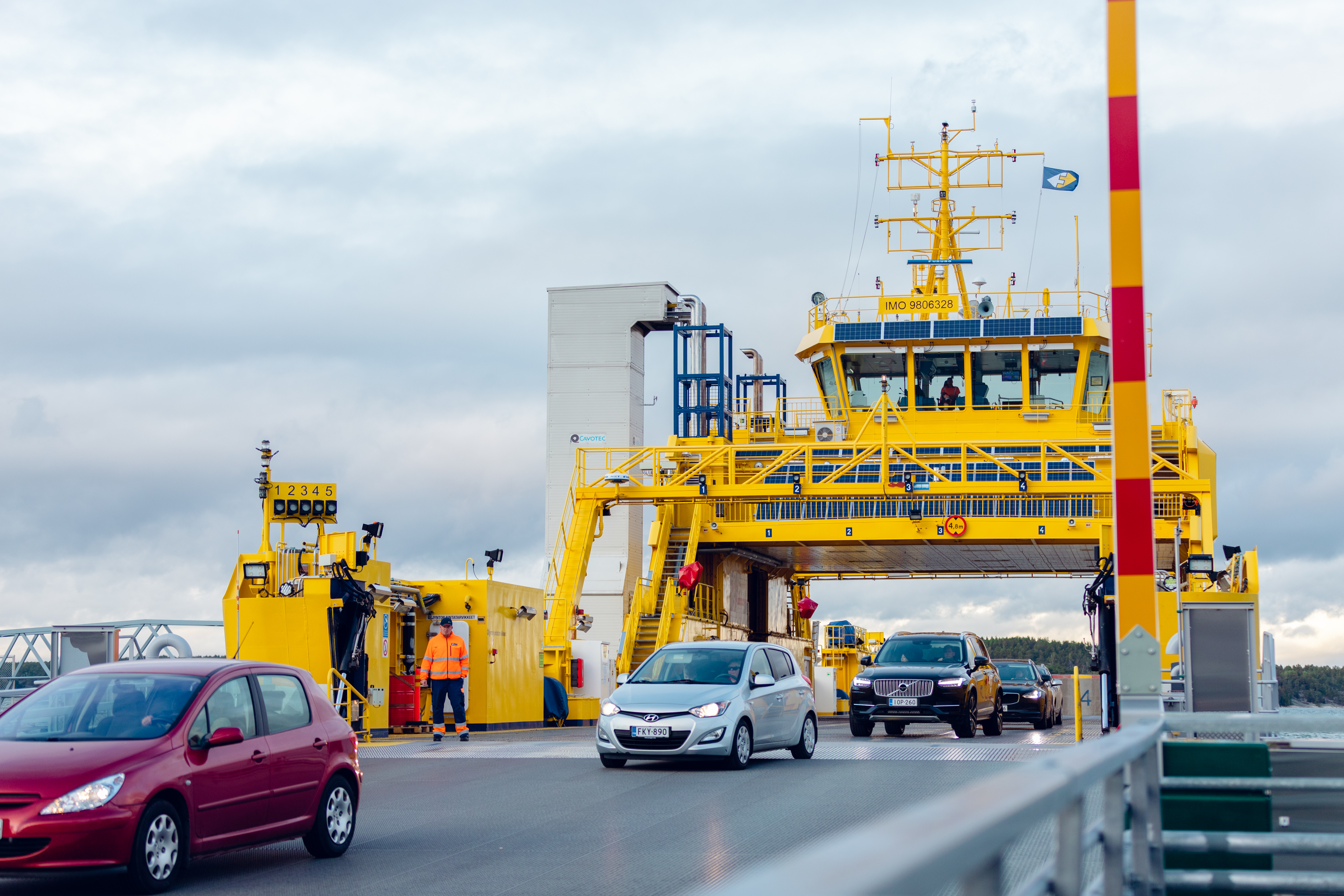
Hybridfärjan Elektra

Deltamarin Oy är ett finländskt fartygskonstruktionsföretag i Åbo. Det grundades 1990 i Reso. Omsättningen var 29,1 miljoner euro 2019.
Kinesiska statliga AVIC International Investments Limited, numera Wing Hing Ship Investment Ltd, övertog en majoritetsandel i företaget 2012. Wing Hing Ship Investment äger 80% av företaget 

## Exempel på fartygskonstruktioner
- Boka Vanguard
- M/S Stena Estrid
- M/S Viking Glory
- Pioneering Spirit
- Fordons-roro-fartyg av Wallenius Hero-klass
- Elektra
- Emma Mærsk
- Polaris
- Turva
- M/S Hammershus
- Viking Amber
- M/V Global Mercy
- M/S Oasis of the Seas
- M/S Allure of the Seas
- KBV 201
- M/S Finlandia
- S A Agulhas II
- HMS Visby